# Jerry Reinsdorf
Jerry Michael Reinsdorf (Brooklyn, Nueva York; 25 de febrero de 1936) es un contador público y abogado estadounidense,  conocido por ser el propietario de los Chicago Bulls de la NBA y los Chicago White Sox de la MLB. Comenzó su vida profesional como fiscal en el Servicio de Impuestos Internos y ha sido el jefe de los White Sox y Bulls durante más de 35 años. 
Inicialmente hizo su fortuna en bienes raíces, aprovechando la sentencia dictada por la Corte Suprema de los Estados Unidos en los autos Frank Lyon Co. v. Estados Unidos. Esta permitió que los propietarios de bienes raíces vendieran y cedieran de nuevo y pudieran transferir  la deducción de impuestos por depreciación al propietario del título. 
Desde que adquirió los Chicago Bulls en 1985, convirtió a la franquicia en un negocio lucrativo que ganó seis campeonatos de la NBA en la década de 1990 (1991–1993 y 1996–1998). Su figura es controvertida debido a que, junto con Jerry Krause,  decidió no contratar nuevamente a Phil Jackson, causando la ruptura del equipo. Al mismo tiempo, contrató a Michael Jordan como jugador de béisbol durante su año sabático de baloncesto y trasladó a los Bulls del estadio de Chicago al United Center. 
Desde que compró a los White Sox en 1981, la franquicia llegó a los playoffs por primera vez desde 1959 y se consagró campeona de la Serie Mundial en  2005, título que no alcanzaba desde 1917. En 1991, trasladó a los White Sox de Comiskey Park a New Comiskey Park, que en 2003 pasó a llamarse US Cellular Field. 
En ambos casos, desarrolló una reputación como un anti-sindical intransigente. Desde principios de la década de 1990,  es considerado el propietario de baloncesto más influyente. Llegó a tener una influencia determinante en la decisión de los topes salariales y el reparto de ingresos. 
El 4 de abril de 2016 fue elegido como miembro de Salón de la Fama del Baloncesto Naismith Memorial, del que es colaborador.

## Biografía
Reinsdorf nació en el seno de una familia judía en Brooklyn, Nueva York. Su padre vendía máquinas de coser. Asistió a Erasmus Hall High School en Brooklyn. Fanático del béisbol de toda la vida, creció en las sombras del Ebbets Field, estando presente en las gradas el día que Jackie Robinson debutó para los Dodgers de Brooklyn, rompiendo la barrera que impedía que los jugadores negros sirvieran en los equipos de las Grandes Ligas.
Obtuvo una licenciatura de la Universidad George Washington en Washington D. C. fue miembro de Alpha Epsilon Pi . Posteriormente, se mudó a Chicago,  donde se convirtió en contador y abogado, certificándose como suscriptor hipotecario y tasador de revisión. A su vez, recibió una oferta completa de becas de la Facultad de Derecho de la Universidad Northwestern. Su primer trabajo después de graduarse de Northwestern en 1960 fue un caso de delincuencia fiscal de Bill Veeck, quien en ese momento era dueño de los White Socks. En 1964 entró en la práctica privada, donde desarrolló una especialidad en alianzas fiscales de sociedades inmobiliarias. En 1973, vendió  sus intereses comerciales a la asociación de bienes raíces y formó Balcor, donde recaudó US $ 650 millones para invertir en edificios en construcción. En 1982 vendió Balcor en 1982 por $ 102 millones a Shearson Lehman Brothers, el brazo de banca de inversión y corretaje de American Express. Sin embargo, continuó siendo presidente de la compañía durante varios años a partir de entonces.

## Actividad como empresario deportivo

### Nuevas compras
En 1981 compró los White Sox por $ 19 millones. La compra fue negociada por el American National Bank, organizando así una sociedad limitada . Siguió a los antiguos y excéntricos propietarios de los Medias Blancas, Charles Comiskey, conocido como un avaro, y Veeck, conocido como un bromista que destripó al equipo intercambiando figuras prometedoras. Poco después de comprar los Medias Blancas, triplicó el presupuesto promocional del equipo y aumentó el número de exploradores del equipo de 12 a 20. Durante la temporada de Grandes Ligas de Béisbol de 1983, los Medias Blancas llegaron a los playoffs con el mejor récord en las Grandes Ligas.   Inicialmente, el equipo firmó un acuerdo de televisión con la recién fundada Sportsvision bajo el nuevo liderazgo del presidente Reinsdorf y el vicepresidente Eddie Einhorn, pero ese acuerdo fracasó rápidamente. Einhorn continuó como Vicepresidente de los Medias Blancas hasta su muerte en 2016.
En 1985, compró los Chicago Bulls como parte de un sindicato por US $ 16 millones y rápidamente convirtió al equipo en uno que promedió 6,365 fanáticos por partido en el Chicago Stadium de 17,339 asientos a uno con una lista de espera de más de 8.000 personas para comprar boletos de la próxima temporada. Lo hizo reclutando a Horace Grant y Scottie Pippen, y cambiando a Bill Cartwright para unirse a John Paxson y Michael Jordan bajo la tutela del entrenador en jefe Doug Collins . En 1989, el equipo contrató al entrenador Phil Jackson como la pieza final del rompecabezas del campeonato. Desde el 20 de noviembre de 1987 hasta la jubilación de Jordan en 1999, los Bulls agotaron todas las partidas.
En los meses previos a la compra, Marvin Fishman, un empresario de Milwaukee, ganó un juicio de $16.2 millones contra los Bulls,  porque había sido bloqueado ilegalmente para comprar el equipo en 1972. Reinsdorf compró el equipo de un grupo propietario que incluía a Lamar Hunt, George Steinbrenner, Walter Shorenstein, Jonathan Kovler, Lester Crown, Philip Klutznick y Arthur Wirtz, y obtuvo una participación controladora de $ 9.2 millones en el equipo.
La participación de Reinsdorf en el equipo, que era  del 56.8%, fue comprada a Klutznick, Steinbrenner, Shorenstein y Wirtz, y de esa manera terminó una era en la cual los Bulls fueron manejados por un comité con decisiones por conferencia telefónica y veredictos por voto. Reinsdorf adquirió sus intereses mayoritarios el 11 de marzo de 1985 y Kovler vendió su participación del 7% en el equipo el 29 de enero de 1986, llevando la participación de Reinsdorf al 63%. La semana siguiente, Reinsdorf derrocó a Rod Thorn como gerente general y lo reemplazó con Jerry Krause .

### Historia de propiedad
Bajo el mandato de Reinsdorf, los White Socks ganaron el Campeonato de División de la temporada regular de la Liga Americana en 1983, 1993, 2000, 2005 y 2008. Además, estaban en el primer lugar de la división central al final de la temporada de 1994 de la Liga Mayor de Béisbol, la cual se vio acortada por la huelga.   
La victoria de la Serie Mundial convirtió a Reinsdorf en el tercer propietario de la historia de los deportes de América del Norte en ganar un campeonato en dos deportes diferentes. El campeonato de béisbol aumentó el valor de la franquicia a más de $ 300 millones. Cuando firmó con Michael Jordan después del anuncio de éste de querer jugar béisbol, muchos pensaron que el poder de atracción de Jordan proporcionó un motivo oculto. Sin embargo, Reinsdorf trató de convencerlo de que no abandonara el baloncesto, pero no intentó hacer de Jordan el jugador mejor pagado como algunos creen que debería haberlo hecho.
Al ser propietario tanto de un equipo de básquet como de béisbol, Time lo describió como un "tacaño". Eso de debe a que en 1995, cuando Scottie Pippen estaba ansioso por ser intercambiado o deshacerse de Krause, nunca renegoció un contrato.  Como propietario de un equipo de béisbol, se ganó la reputación de ser uno de los propietarios más duros contra los movimientos sindicales del deporte. Newsweek lo describió como "uno de los opositores más duros de la huelga de béisbol de 1994 ". En la temporada baja de béisbol entre las temporadas de 1992 y 1993, se abstuvo por completo del mercado de agentes libres . Reinsdorf fue uno de los últimos negociadores del acuerdo laboral de 1996 que instituyó el tope salarial mientras conservaba los derechos de arbitraje para los jugadores. Su fichaje de Albert Belle en 1996 fue noticia debido a su oposición general ampliamente publicitada a la espiral de salarios de los jugadores.  La firma de $ 55 millones fue un punto de inflexión en la decisión de los dueños de béisbol de aceptar el reparto de ingresos . La firma también convirtió a Reinsdorf en el empleador de jugadores mejor pagados tanto del béisbol de las Grandes Ligas como de baloncesto profesional mejor pagado (Jordan).  Reinsdorf acababa de volver a firmar con Jordan después de la temporada 1995–96 de la NBA . Sin embargo, Jordan había sido mal pagado la mayor parte de su carrera, y Reinsdorf, que no creía que pudiera justificar el salario de $ 30 millones desde el punto de vista comercial, inmediatamente se dio cuenta de que pronto sentiría el remordimiento del comprador . Incluso su equipo de béisbol más exitoso no recibió una remuneración alta: cuando los Medias Blancas ganaron la Serie Mundial de 2005, Reinsdorf obtuvo la 13.ª nómina más alta de los 30 equipos de las Grandes Ligas.  
Después de que Reinsdorf compró los Medias Blancas, el equipo experimentó la erosión del apoyo de los fanáticos y los medios. Se quejó del viejo Comiskey Park por el estado deplorable en el que se encontraba; además, numerosos asientos tenían la vista obstruida. Por eso amenazó con mudar al equipo a Itasca o Addison, Illinois, en el condado de DuPage . A través de su negocio inmobiliario, compró 100 acres (404 686 m²)en Addison. El alcalde de Chicago presionó a la legislatura de Illinois,  y posteriormente el entonces gobernador de Illinois, James R. Thompson, promovió un paquete de incentivos para retener al equipo en Chicago. El estado emitió bonos para construir New Comiskey Park y permitió que Reinsdorf se quedara con todos los ingresos por estacionamiento y concesiones, así como los $ 5 millones por año de 89 skyboxes. William Wirtz, propietario de Chicago Blackhawks, contribuyó con $175 millones para financiar la construcción de la arena más grande de los Estados Unidos. Cuando United Center abrió sus puertas en 1994, todos los skyboxes fueron arrendados por hasta ocho años. Según el acuerdo de negociación colectiva, a Reinsdorf pudo excluir al 60% de los ingresos de las suites de lujo de los "ingresos relacionados con el baloncesto" y, por lo tanto, estos no participan de los ingresos imponibles.
Para 1988, Reinsdorf era un poderoso dueño de béisbol. Tanta influencia ejercía en el ambiente que detuvo la venta de los Rangers de Texas y luego influyó en la venta de los Marineros de Seattle . Edward Gaylord y Gaylord Entertainment Company habían intentado comprar los Rangers por primera vez en 1985. También se dijo que Reinsdorf era en gran parte responsable de la destitución de Fay Vincent como Comisionado de Béisbol en 1992. Anteriormente había socavado a Vincent al emplear a Richard Ravitch como negociador laboral de la liga con un salario más alto que el de Vincent. A principios de la década de 1990, Reinsdorf y el comisionado interino de Béisbol (así como el propietario de los Cerveceros de Milwaukee ) Bud Selig, asumió el poder del béisbol del dueño de los Bravos de Atlanta, Ted Turner, y el dueño de los Yankees de Nueva York, George Steinbrenner, quien a su vez se había hecho cargo del deporte del dueño de los Dodgers de Brooklyn / Los Ángeles, Walter O'Malley, dueño de los Cardenales de San Luis, Gussie Busch, y el dueño de los Atléticos de Oakland, Charlie O. Finley .
En la década de los ochenta, Reinsdorf, Bud Selig y el presidente de la Liga Americana se influyeron para disuadir a los Filis de Filadelfia de firmar a Lance Parrish, quién era agente libre de los Tigres de Detroit . Durante la huelga, Reinsdorf era tan pesimista que no esperaba que el béisbol se reanudara hasta la temporada de Grandes Ligas de 1996 . A principios de la década de 1990, pudo obtener nuevos estadios ( United Center y New Comiskey Park ) para sus equipos.
Algunos fanáticos y columnistas acusaron a Reinsdorf de romper el campeonato de los Chicago Bulls después de su tercer título consecutivo y sexto en ocho años, alegando que podrían haber competido por más títulos con Michael Jordan, Scottie Pippen y un gran equipo que en el lapso de ocho años incluyeron a Dennis Rodman, Horace Grant, Toni Kukoč, Ron Harper, BJ Armstrong y al entrenador Phil Jackson. Algunos afirman que debido a que Jackson se peleó con Reinsdorf y Krause, y porque Jordan y Pippen apoyaban a Jackson, el equipo se separó. Forbes describió el escenario como un ejemplo de avaricia del propietario. Muchos señalan que la decisión de Phil Jackson de no regresar como entrenador y la jubilación de Jordan durante el cierre de la temporada 1998-99 de la NBA afectó las decisiones de varios jugadores para regresar a Chicago. Krause y Reinsdorf habían mantenido la esperanza de poder convencer a Jackson y Jordan para que regresaran y, por lo tanto, habían presentado a Tim Floyd como presidente de las operaciones de baloncesto de los Chicago Bulls en lugar de entrenador en jefe . Reinsdorf le había dejado claro a Jackson que lo querían de vuelta.
Reinsdorf fue uno de los dos postores para adquirir los Phoenix Coyotes. El 29 de julio de 2009, Reinsdorf y su grupo fueron aprobados para adquirir la propiedad de los Coyotes por $ 148 millones pero en agosto del mismo año, se informó que Jerry Reinsdorf & Ice Edge LLC había retirado su oferta por los Coyotes, dejando solo a Balsillie y la NHL como postores para el equipo. La oferta de NHL finalmente prevaleció, pero la liga declaró que deseaba revender la franquicia lo antes posible. Nuevamente, el 24 de marzo de 2010, se informó que Reinsdorf era una vez más un posible comprador para los Phoenix Coyotes, ya que había estado elaborando un acuerdo para hacer el trato más factible con el municipio de Glendale, Arizona. En agosto de 2011, las negociaciones entre Reinsdorf y la ciudad de Glendale todavía estaban en proceso para la compra de los Coyotes. pero finalmente en el año 2013, los Coyotes fueron vendidos a IceArizona, un grupo de inversores que no incluía a Reinsdorf.

### Legado
Reinsdorf fue uno de los grandes responsables de organizar el reparto de los ingresos de los derechos de internet de la Major League Baseball. Desde que se estableció Major League Baseball Advanced Media (conocido como BAM) en el año 2000  todos los equipos han compartido la ganancia por igual. También se esforzó por vender los derechos de denominación del New Comiskey Park a US Cellular en un acuerdo de $ 68 millones por 20 años que financió una reforma del estadio por $ 85 millones por 7 años que finalizó antes de la temporada 2008 de la Major League Baseball . La revisión incluyó la eliminación de las filas superiores de la cubierta superior, el reemplazo de los asientos de color azul bebé con los de color verde tradicional y docenas de otras mejoras. Antes de la revisión de siete años, los Medias Blancas de 2001 apenas alcanzaron un equilibrio financiero con una ganancia operativa de $ 700,000 en ingresos de $ 101.33 millones.
Ganó una importante batalla legal de reparto de ingresos con otros propietarios de la NBA por las transmisiones de los Chicago Bulls en WGN-TV . Compitió con las transmisiones de la NBA, pero finalmente se le permitió mantener el contrato. Los Bulls continuaron siendo el equipo más rentable de la NBA, ganando $49 millones en ingresos operativos y con una valoración estimada de $356 millones.
Reinsdorf siente que si el jefe de la Asociación de Jugadores de Béisbol de las Grandes Ligas, Donald Fehr, no se hubiera opuesto a las pruebas con esteroides, el béisbol habría tomado una posición contra el uso de los mismos mucho antes. Por no haber tomado esas precauciones, siente que esta acción costará la elección de algunos jugadores en el Salón de la Fama del Béisbol Nacional .

## Galardones y servicio
Reinsdorf estuvo involucrado, junto con otros emprendedores como Christie Hefner de Playboy Enterprises, en la iniciativa propuesta por el alcalde de Chicago Richard M. Daley para mejorar el desempeño de las 559 Escuelas Públicas de Chicago en las pruebas estandarizadas. También participó en otros trabajos caritativos, incluidos los de CharitaBulls y White Sox Charities. Su filantropía y apoyo a proyectos de desarrollo comunitario son notables en el área comunitaria Near West Side, cerca del United Center.  White Sox Charities ha donado $ 1 millón al Distrito de Parques de Chicago en dos ocasiones, prestándole especial atención a la financiación de campos de béisbol y sóftbol.
El 5 de agosto de 2006 fue incluido en el Salón de la Fama del Béisbol de Appleton, Wisconsin, en una ceremonia en el Estadio Fox Cities antes del partido de esa noche entre los Mid-League Wisconsin Timber Rattlers y Beloit Snappers . Fue tan reconocido porque un antiguo club de la Liga Menor, los Appleton Foxes, estaba afiliado a los Chicago White Sox y ganó tres campeonatos consecutivos de la Midwest League en los primeros años de propiedad de Reinsdorf.
En 2011, recibió un Premio Jefferson por Servicio Público y fue reconocido como "El mejor servicio público que beneficia a los desfavorecidos" basado en los esfuerzos filantrópicos a través de las Caridades de Chicago White Sox y CharitaBulls.
Fue miembro de la junta directiva de Shearson Lehman Brothers, Inc., la Asociación de Antiguos Alumnos de la Facultad de Derecho de la Universidad Northwestern, LaSalle Bank, EQ Office y numerosas otras corporaciones y organizaciones benéficas. Actualmente se desempeña como trustee vitalicio de la Universidad Northwestern. Está casado con Martyl (née Rifkin), con quien tiene cuatro hijos y ocho nietos.
Estuvo activo en la Major League Baseball, sirviendo en el Consejo Ejecutivo, Planificación a Largo Plazo, Reestructuración, Expansión, Igualdad de Oportunidades, Planificación Estratégica y el Comité Legislativo y de Política Laboral. También sirve en el Juntas de MLB Advanced Media y MLB Enterprises.

## Otros negocios
En 2013, Reinsdorf se asoció con Mark Sullivan, Noah Kroloff, Dennis Burke, David Aguilar y John Kaites para fundar Estrategias Innovadoras de Seguridad Global (GSIS por sus siglas en inglés).